# Daimler-Benz
Die Daimler-Benz Aktiengesellschaft war ein Vorgängerunternehmen der heutigen Mercedes-Benz Group AG. Sie entstand 1926 durch die Fusion der Daimler-Motoren-Gesellschaft mit der Benz & Cie., Rheinische Automobil- und Motorenfabrik. Im Jahr 1998 fusionierten die Daimler-Benz AG und die US-amerikanische Chrysler Corporation zur DaimlerChrysler AG. Nach dem mehrheitlichen Verkauf von Chrysler firmierte der Konzern von 2007 bis 2022 als Daimler AG.
Die Vorläufer der Daimler-Benz AG, die Daimler-Motoren-Gesellschaft sowie die Benz & Cie., gelten als die beiden ältesten Kraftfahrzeughersteller der Welt.

## Geschichte

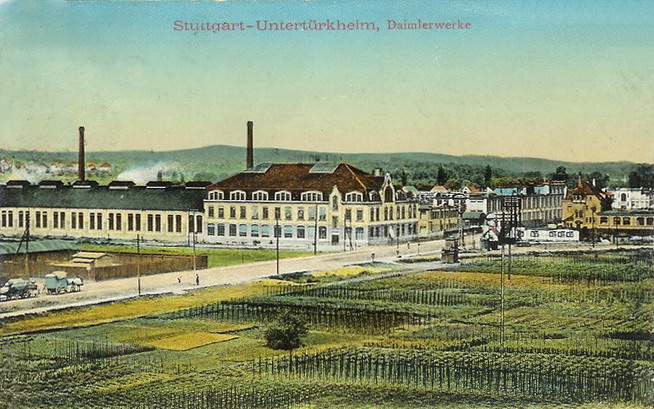
DMG-Werk Untertürkheim 1911

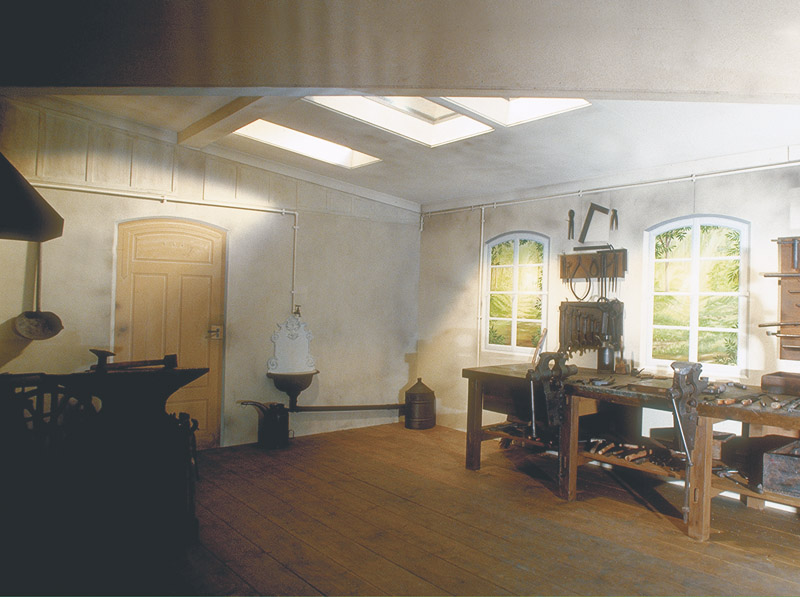
Werkstatt von Carl Benz in Mannheim, in der er das Automobil mit Verbrennungsmotor erfand

### Von der Firmengründung 1883 bis 1933
1883 ließ sich Gottlieb Daimler erstmals Patentrechte für einen Gasmotor mit Glührohrzündung sowie für die Regulierung der Geschwindigkeit des Motors durch Steuerung des Auslassventils sichern. Die beiden Patente waren die Grundlage für den weltweit ersten schnell laufenden Verbrennungsmotor. Am 29. Januar 1886 ließ sich Carl Benz das Automobil, ein dreirädriges Fahrzeug mit Verbrennungsmotor und elektrischer Zündung, patentieren.
Im Juni 1919 erschien im Stuttgarter Daimler-Werk die erste deutsche Werks-Zeitung. Sie entstand nach dem Vorschlag vom Soziologen Eugen Rosenstock-Huessy. Mit seiner Denkschrift Über die geistige Sanierung des Daimlerwerks hatte er sich als Publizist angeboten. In 14 Monaten erschienen 19 Ausgaben, bis sie am 25. August 1920 wegen eines Streiks kommunistischer Arbeitergruppen eingestellt wurde.

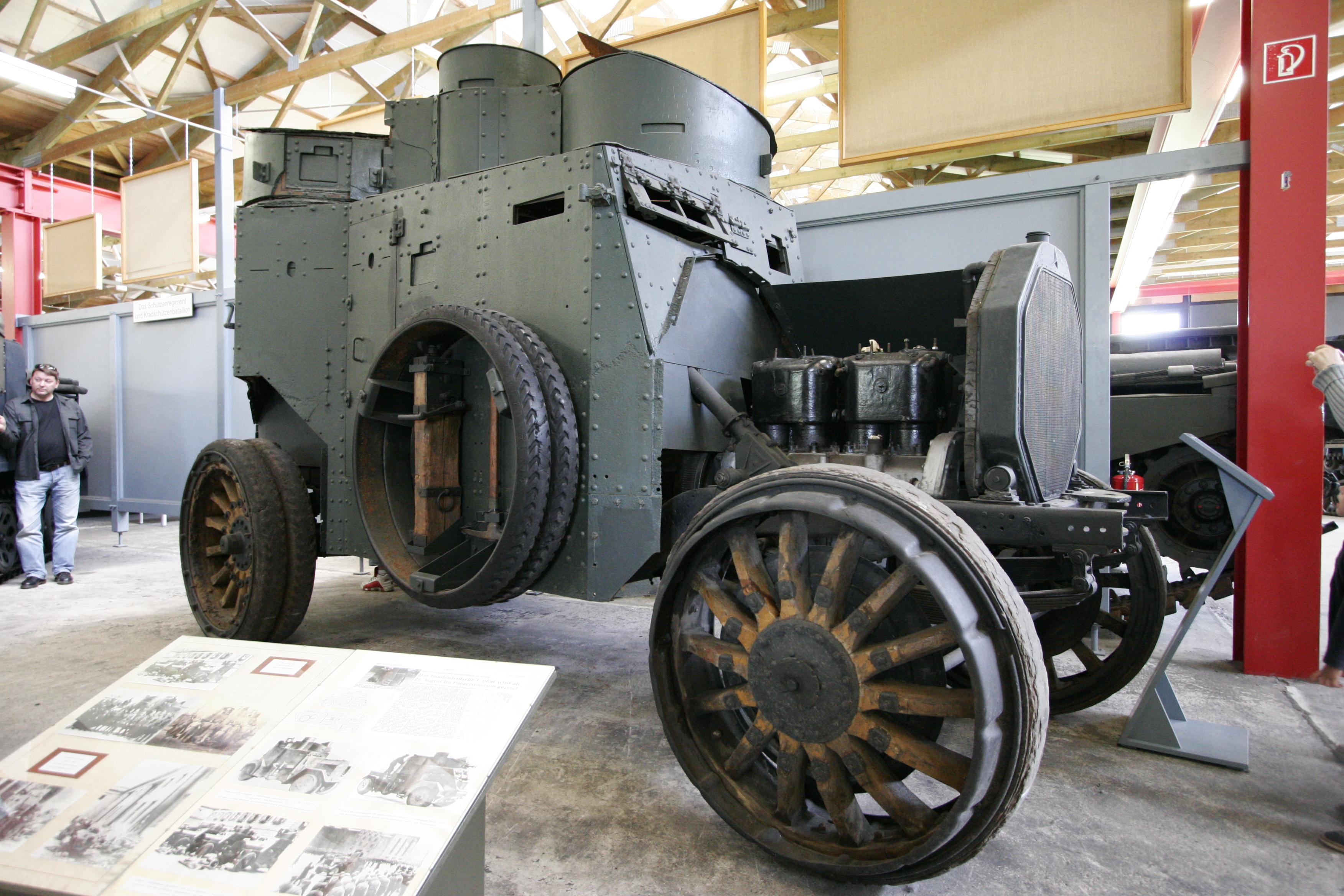
Daimler DZVR 21

In den 1920er Jahren kämpften fast alle Automobilproduzenten ums Überleben. Im Auftrag des Reichsministerium des Innern baute Daimler für die Länderpolizeien eine Reihe von Sonderwagen vom Typ Daimler/21. Das einzige erhaltene Exemplar befindet sich im Panzermuseum Munster.
Im Wettbewerb mit Rheinmetall und Krupp beteiligte sich Daimler schon ab 1925 an den geheimen Panzer-Projekten der Reichswehr. Es wurden zwischen 1926 und 1929 zwei Mehrturmpanzer Großtraktor (Fahrzeug 41 und 42) für die Erprobung gefertigt.
Die Deutsche Bank regte einen Zusammenschluss von Benz und Daimler an, auch weil sie so Forderungen in Anteile an dem neuen Konzern tauschen konnte. Die aus den Arbeiten beider Automobilpioniere hervorgegangenen Unternehmen Benz & Co Rheinische Gasmotorenfabrik Mannheim (ab 1899: Benz & Cie.) und Daimler-Motoren-Gesellschaft fusionierten am 28. Juni 1926 zur Daimler-Benz AG mit Sitz in Berlin. Seit dieser Zeit stellt die Deutsche Bank stets den Vorsitzenden des Aufsichtsrats bei Daimler-Benz, ab 1998 auch bei DaimlerChrysler. Wilhelm Friedle, bis 1935 Betriebsdirektor im Werk Sindelfingen, brachte die Fließbandfertigung zu Daimler-Benz.

### Daimler-Benz zur Zeit des Nationalsozialismus

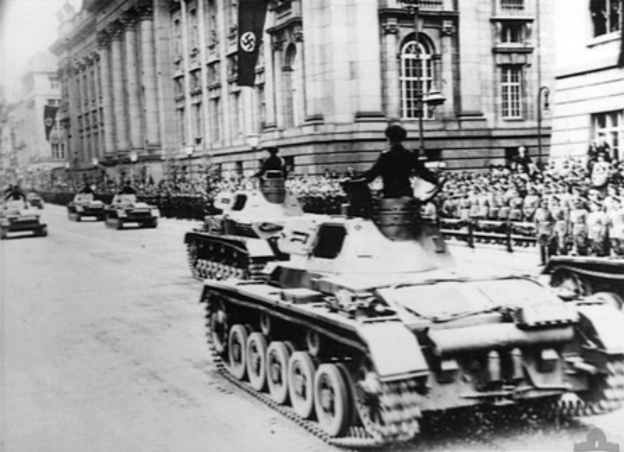
Daimler-Benz-Panzer III Ausf. A in Berlin 1938

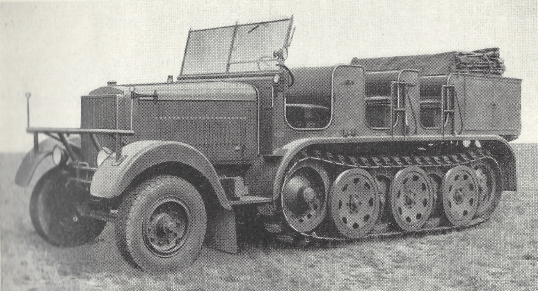
Daimler-Benz-Halbkette Sd.Kfz. 8

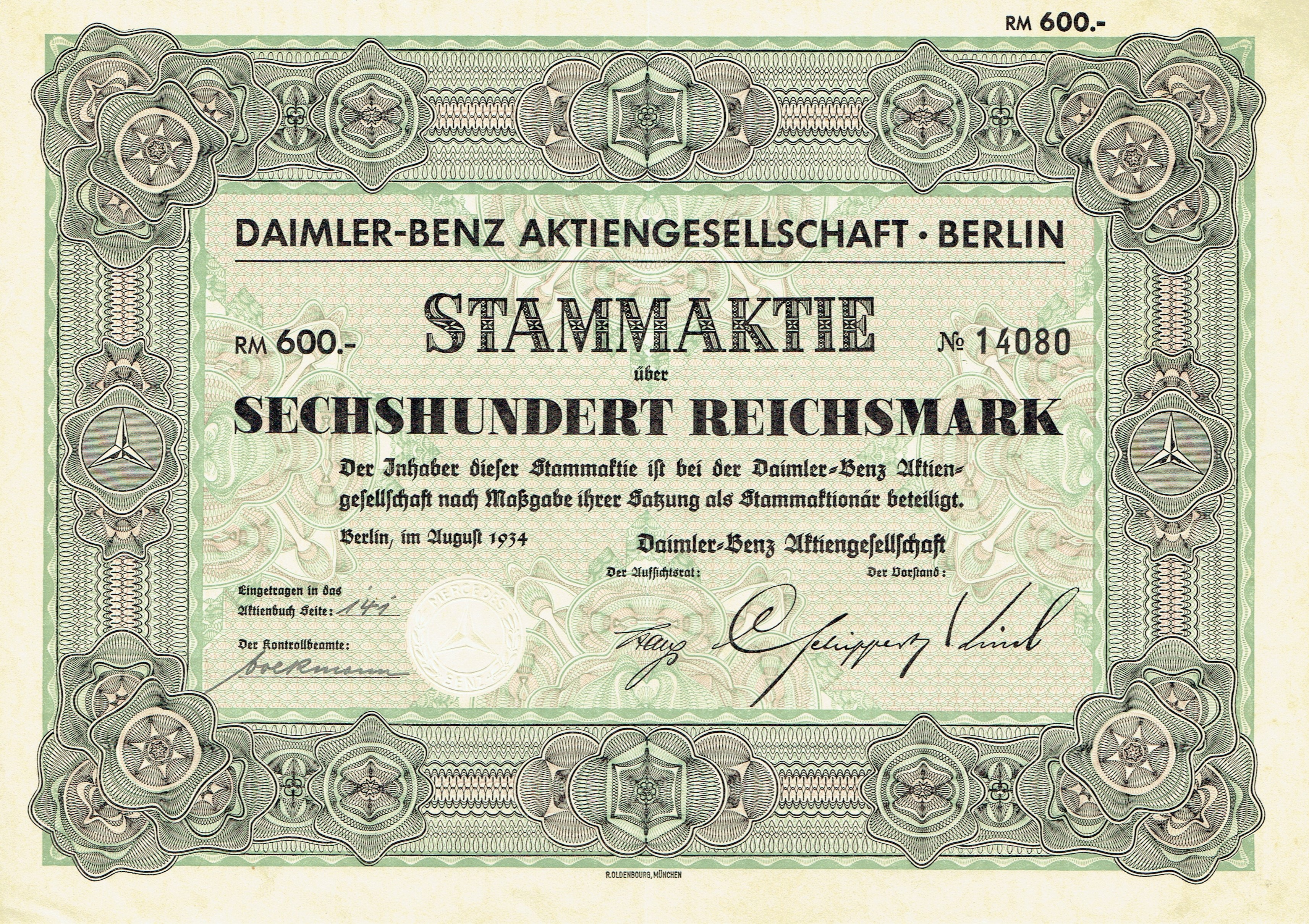
Aktie über 600 RM der Daimler-Benz AG vom August 1934

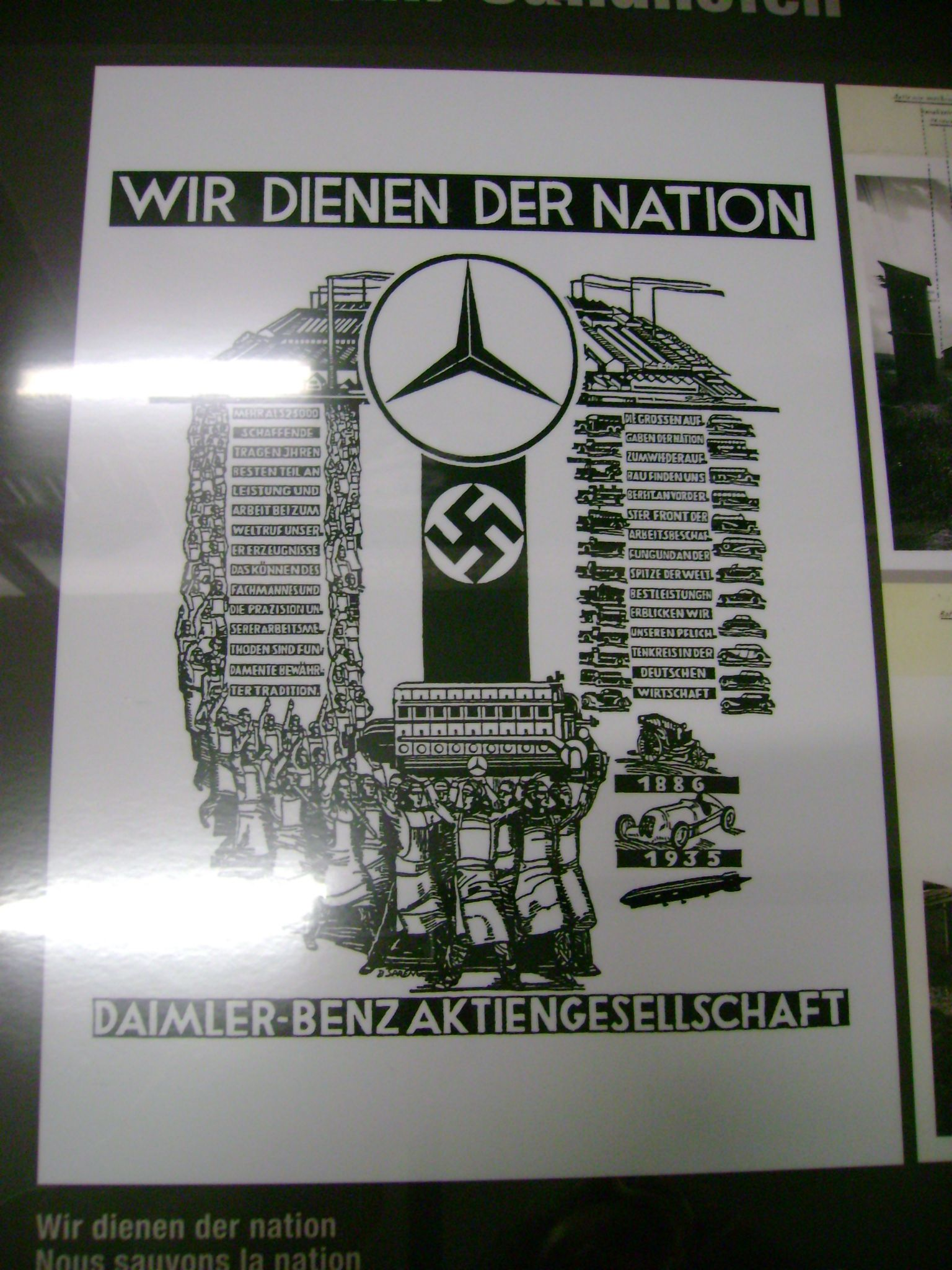
Daimler-Benz in der NS-Propaganda

Nach der Machtergreifung der NSDAP engagierte sich die Wirtschaft im nationalsozialistischen Deutschen Reich verstärkt im Bereich Rüstung, um von der Aufrüstung der Wehrmacht zu profitieren. Daimler-Benz entwickelte und produzierte Militärfahrzeuge, Panzer, Schiffs- und Flugmotoren.
Bei der ersten Serie des Panzerkampfwagen I Ausf. A, in der Ausführung als Fahrschulfahrzeug, wurden Nachbauten des Krupp-Entwurfs produziert. Maßgeblich war Daimler an der Fertigung des Panzerkampfwagen III mit dem Werk in Berlin-Marienfelde beteiligt. Ab 1934 begann Daimler mit dem Bau von schweren 12-Tonnen-Halbkettenzugmaschinen für die Wehrmacht.
Der Konzern besaß damals die drei Werke der früheren Daimler-Motoren-Gesellschaft in Stuttgart-Untertürkheim, Sindelfingen und Berlin-Marienfelde, das in drei Teilwerke gegliedert war, und die ehemaligen Werke von Benz & Cie in Mannheim und Gaggenau sowie ab 1938 das neue Werk Königsberg. Das Flugmotorenwerk Genshagen der Tochterfirma Daimler-Benz Motoren GmbH entstand 1936; die Flugmotorenwerke Ostmark wurden 1941 von den Junkers Flugzeug- und Motorenwerken übernommen. Um die Flugmotorenwerke mit Teilen zu versorgen, wurden 1940 in Colmar, 1941 in Reichshof und 1942 in Neupaka Zulieferwerke übernommen oder gegründet. In Backnang entstand ein Entwicklungswerk für Flugzeugtriebwerke. Die neuen Werke in Genshagen und Backnang gehörten Daimler-Benz. Bei den übrigen Werken außerhalb Deutschlands trat der Konzern als Pächter oder Minderheitsgesellschafter auf.
1932 war das Unternehmen nach der Adam Opel AG und der Auto Union AG drittgrößter Automobilproduzent in Deutschland. Es beschäftigte Ende 1932 nur noch 9148 Mitarbeiter, 1928 waren es noch 14.281. Bis 1944 wuchs die Belegschaft auf 74.198 Personen, davon waren zirka 6,6 % Kriegsgefangene und 37 % angeworbene oder zwangsverschleppte Ausländer. 1941 arbeiteten 150 KZ-Häftlinge für Daimler-Benz. 1944 waren es 5648 KZ-Häftlinge. In den Betrieben waren verstärkt auch Frauen tätig, da die Männer an der Front standen. Der Konzernumsatz wuchs von 65 Millionen Reichsmark im Jahr 1932 auf 942 Millionen Reichsmark im Jahr 1943. Über ein Drittel des Umsatzes wurde 1943 mit Flugmotoren erwirtschaftet. 1941 machten 76 % des Umsatzes der Aktiengesellschaft, d. h. ohne die Beteiligungsgesellschaften, Wehrmachtaufträge aus, der Rest der Aufträge war von Behörden, Parteiorganisationen, der Kriegswirtschaft und für den Export.
Am Ende des Krieges gingen im Osten Deutschlands die Niederlassungen sowie die Werke Königsberg und Genshagen verloren. Auch die in den besetzten Ländern im Krieg gegründeten Werke Colmar, Neupaka, Reichshof und das Flugmotorenwerk Ostmark musste der Konzern abschreiben. Im Westen waren die Produktionsstätten teilweise stark beschädigt. Das Stammwerk Untertürkheim wurde bei einem Luftangriff auf Stuttgart am 5. September 1944 durch alliierte Bomber zerstört. Im Werk Sindelfingen war außer dem Presswerk kein überdachtes Gebäude mehr vorhanden und das Werk Mannheim war zu einem Drittel zerstört.

### Nachkriegszeit ab 1945

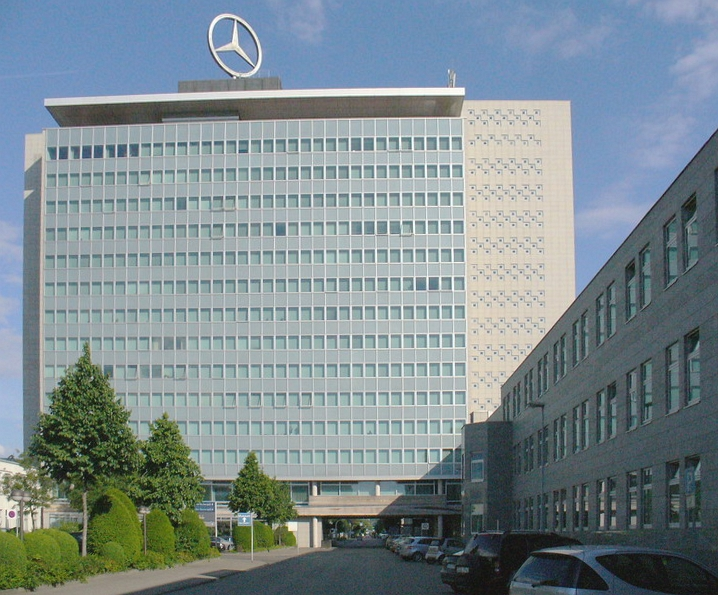
Unternehmenssitz der Daimler-Benz AG in Stuttgart-Untertürkheim bis 1990

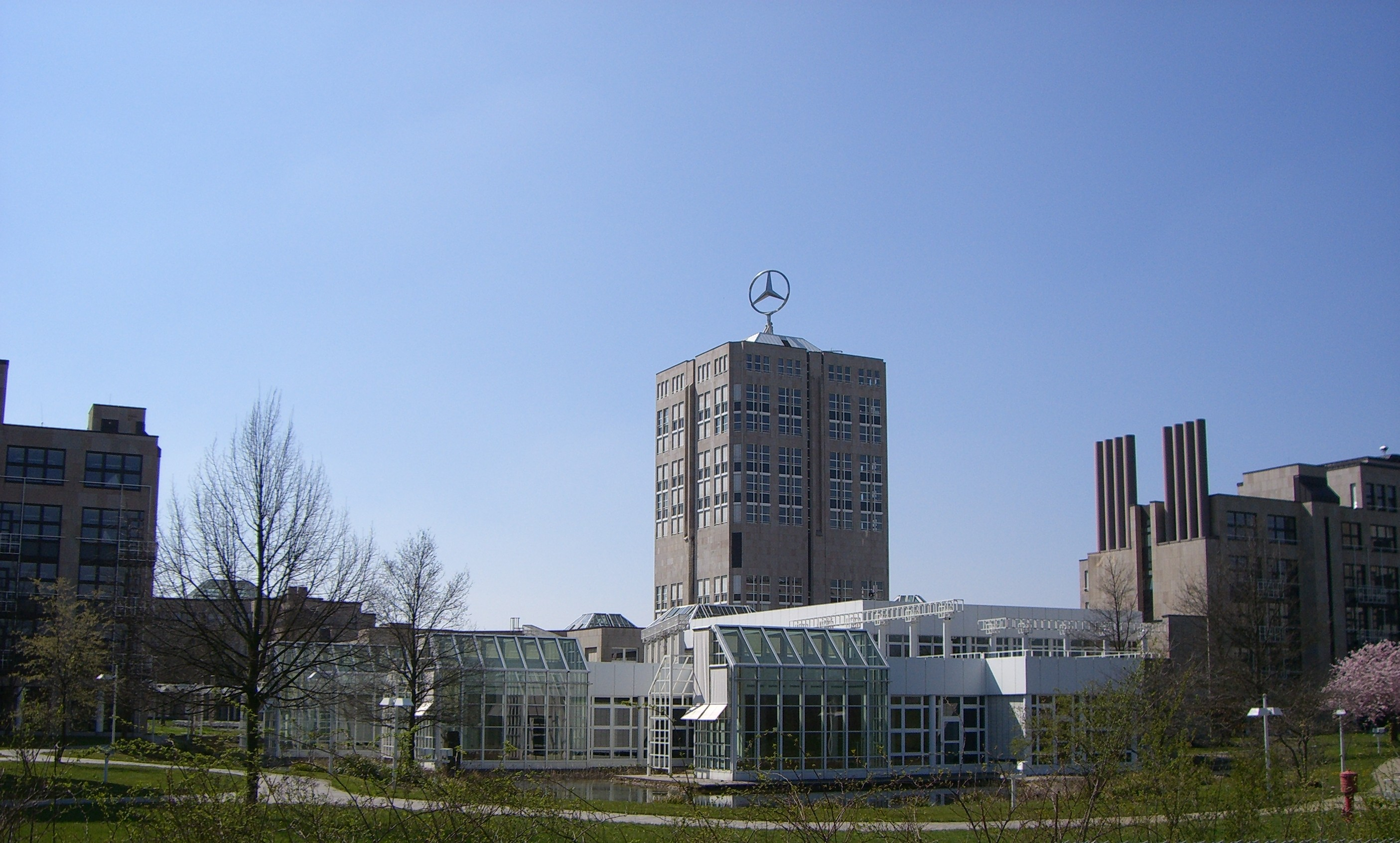
Von 1990 bis 2006 hatte die Konzernzentrale ihren Sitz in Stuttgart-Möhringen.

Daimler-Benz hat in der Nachkriegszeit zahlreiche Innovationen auf dem Gebiet 'Sicherheit im Automobil' entwickelt und auf den Markt gebracht, zum Beispiel 1949 das Sicherheitszapfenschloss, 1951 die Sicherheitsfahrgastzelle („gestaltfeste Fahrgastzelle“) mit Knautschzonen, 1959 das Keilzapfentürschloss, 1978 das elektronische Bosch-Antiblockiersystem (ABS) und 1981 den Airbag sowie den Gurtstraffer.
Nach in Südamerika eingerichteten (teils unter Mithilfe des argentinischen Geschäftsmanns Jorge Antonio aus, ins Ausland verbrachten, Kriegsgewinnen finanzierten) Produktionsstätten (Buenos Aires in Argentinien und São Paulo in Brasilien) wurde 1955 in New York als selbstständiges Tochterunternehmen die Daimler-Benz of North America Inc. gegründet. In den USA sollten hauptsächlich Nutzfahrzeuge produziert werden.
1962 beschäftigte die Daimler-Benz AG 90.000 Mitarbeiter und erwirtschaftete einen Jahresumsatz von 4,4 Milliarden DM.

1972 waren 149.800 Mitarbeiter bei Daimler-Benz beschäftigt und erzielten einen Jahresumsatz von 13,3 Milliarden DM.

1977 kaufte Daimler-Benz den amerikanischen Muldenkipper-Produzenten Euclid Trucks.
Im Jahre 1978 wurde bekannt, dass der für den gesamten Verkauf von Metallschrott verantwortliche Manager, Horst Scheihing, dem Daimler-Konzern einen Schaden in Höhe von 25 Millionen DM durch Korruption, Absprachen und Schmiergeld verursacht hat. Mit dem von 16 Stuttgarter Schrotthändlern erhaltenen Schmiergeld in Höhe von über 3 Millionen DM kaufte Scheihing sich unter anderem Luxusimmobilien am Bodensee sowie in den Schweizer Alpen und zwei Mehrfamilienhäuser in der Schweiz. Daimler und Scheihing einigten sich außergerichtlich. Unter anderem wurden die Mehrfamilienhäuser Daimler übertragen. Seit diesem Ereignis werden Schrottausschreibungen bei Daimler stärker überprüft und einer Kartellbildung unter Schrotthändler entgegengewirkt.
Ab Mitte der 1980er Jahre expandierte das Unternehmen unter seinem Vorstandsvorsitzenden Edzard Reuter in andere Bereiche: Der Konzern erwarb die Dornier GmbH, die MTU Motoren- und Turbinen-Union, Fokker sowie die AEG. Aus Teilen dieser Tochterunternehmen wurde die Deutsche Aerospace AG (DASA) gebildet. Neu gegründete Tochterunternehmen waren die Deutsche Airbus GmbH und die Daimler-Benz Inter Services (debis), so dass der Konzern inklusive der Automobilsparte nunmehr aus vier Konzernbereichen bestand.
In Zusammenarbeit mit der Carl Geringhoff GmbH entwickelte das Unternehmen den ersten europäischen selbstfahrenden Maisernter, verbaut mit einem Unimog mit dem Kraftfahrzeugkennzeichen „RA-E 953“.
1986 feierte Daimler-Benz sein 100-jähriges Bestehen. Die Ausstellung „100 Jahre Automobil“ wurde in Stuttgart eröffnet und danach in mehreren europäischen Ländern gezeigt. Das Unternehmen ließ sich diese Präsentation einen zweistelligen Millionenbetrag kosten. Der von Daimler-Benz betriebene Aufwand für das Ereignis stieß auch auf Kritik in der Öffentlichkeit: So geriet die bei der Eröffnungsvorstellung gezeigte zirka 20 Mio. DM teure Fernsehshow Die Zukunft hat Geburtstag – 100 Jahre Automobil des Klimbim-Regisseurs Michael Pfleghar über die Geschichte des Automobils zum Fiasko. Zur gleichen Zeit veröffentlichten Hans Pohl, Historiker und damaliger Vorsitzender des Wissenschaftlichen Beirats der GUG und andere im Auftrag von Daimler-Benz die Studie Die Daimler-Benz AG in den Jahren 1933 bis 1945 – eine Dokumentation. Die Darstellung über die Rolle von Daimler-Benz im Dritten Reich wurde von Historikern und der Öffentlichkeit stark kritisiert. So warf der Historiker Hans Mommsen ihr in einem Artikel im Spiegel u. a. „apologetische und gelegentlich ausweichende Argumentation“ vor. Daimler-Benz hatte zudem bis zu diesem Datum noch nie einem unabhängigen, nicht von Daimler-Benz kontrollierten, Wissenschaftler Zugang zu seinem Archiv erlaubt.
1989 beschäftigte die Daimler-Benz AG (mit der AEG) 368.200 Mitarbeiter und erwirtschaftete einen Jahresumsatz von 76,392 Milliarden DM. 1990 erhöhte sich der Umsatz auf 85,5 Milliarden DM.
In der Ära Reuter wurde eine neue Konzernzentrale in Stuttgart-Möhringen errichtet. Das Hauptquartier auf einem 120.000-Quadratmeter-Grundstück besteht aus 13 Gebäuden mit einem elfgeschossigen Hochhaus und soll etwa 300 Millionen Euro gekostet haben. Rund 3000 Mitarbeiter zogen dort 1990 ein. Reuter liebte die neue Zentrale, seine Nachfolger verachteten sie.
Nach der Übernahme des CEO-Postens durch Jürgen Schrempp 1995 erfolgte eine stetige Abkehr von Reuters Traum des „integrierten Technologiekonzerns“. Verlustbringer wie Fokker, AEG, Adtranz und Dornier wurden (teilweise unter enormen Kosten) abgestoßen, obwohl Schrempp z. B. den Kauf von Fokker als DASA-Chef einst selbst in die Wege geleitet hatte.
Die Unternehmensleitung schloss die konzerneigene immer noch unter AEG firmierende (Eisenbahn-)Verkehrstechnik-Sparte mit derjenigen von ABB zur ABB Daimler Benz Transportation zusammen, die besser unter ihrem Markennamen Adtranz bekannt war (2001 zu Bombardier, Bombardier Transportation 2021 zu Alstom).
Am 17. November 1998 fusionierten Daimler-Benz und Chrysler zur neuen DaimlerChrysler AG. Die Daimler-Benz AG selbst existierte noch einen Monat weiter und wurde am 21. Dezember 1998 auf die DaimlerChrysler AG als übernehmende Gesellschaft fusioniert. Nach neun Jahren Fusion und Milliardenverlusten wurde 2007 Chrysler verkauft und der Konzern nannte sich nun Daimler AG.
Die neue Unternehmenszentrale in Möhringen nannte Schrempp „Bullshit Castle“, sein Nachfolger Dieter Zetsche (2006) ordnete kurz nach seinem Amtsantritt gar den Auszug des Vorstands und den Verkauf der Liegenschaft an (DaimlerChrysler hatte im Rahmen einer Prüfung seines Immobilienbestandes die Gebäude „als nicht betriebsnotwendig“ eingestuft). Die Stuttgarter selbst nennen die Zentrale emotionslos „Daimler City“. Seitdem sitzt der Vorstand wieder im Stammwerk Untertürkheim.

## Vorsitzende
| Name                 | Amtszeit                                        |
| -------------------- | ----------------------------------------------- |
| Wilhelm Kissel       | Juni 1926–Juli 1942                             |
| Wilhelm Haspel       | Aug. 1942–Jan. 1952                             |
| Heinrich Wagner      | Apr. 1952–Jan. 1953                             |
| Fritz Koenecke       | Feb. 1953–Dez. 1960                             |
| Walter Hitzinger     | Feb. 1961–Feb. 1966                             |
| Joachim Zahn         | (ab Okt. 1965 Sprecher des Vorstands)–Dez. 1979 |
| Gerhard Prinz        | Jan. 1980–Okt. 1983                             |
| Werner Breitschwerdt | Dez. 1983–Aug. 1987                             |
| Edzard Reuter        | Sep. 1987–Mai 1995                              |
| Jürgen Schrempp      | Mai 1995–Nov. 1998 (dann DaimlerChrysler AG)    |

Als Aktiengesellschaft hatte die Daimler-Benz AG einen Vorstand und einen Aufsichtsrat.

## Übernahmen
Nach dem Krieg entwickelte sich der Konzern durch Erwerb zahlreicher Unternehmen (z. B. 1985 MTU Motoren- und Turbinen-Union München, Dornier, AEG; 1989 Messerschmitt-Bölkow-Blohm; 1992 Fokker) zum größten deutschen Industriekonzern, der seit 1990 folgende Unternehmensbereiche umfasste: Mercedes-Benz AG (gegründet 1989; Pkw und Nutzfahrzeuge), Daimler Benz Aerospace (DASA) AG (gegründet 1989; Luft- und Raumfahrt, Antriebe), AEG Daimler-Benz Industrie (elektrotechnische und elektronische Anlagen), Daimler-Benz InterServices (debis) AG (gegründet 1990, Dienstleistungen) und ABB Daimler Benz Transportation (Adtranz) (gegründet 1996, Schienenverkehrstechnik).
Eine Übernahme der BMW AG scheiterte 1959 am Widerstand der Kleinaktionäre und des BMW-Hauptaktionärs Herbert Quandt.